# John Milton Bigelow
John Milton Bigelow (23 de junio de 1804, Peru (Vermont) - 18 de julio de 1878, Detroit) fue un médico cirujano, y botánico estadounidense.

## Biografía
Estudió en el Colegio Médico de Ohio en Cincinnati y recibió su diploma el 8 de marzo de 1832. En noviembre de 1832 se casó con Mary L. Meier. Luego ejerció la medicina en Lancaster (Ohio), y también estaba muy interesado en las plantas.
En 1841 publicó un catálogo de las plantas medicinales del condado de Fairfield. En ese momento estaba en contacto epistolar con los botánicos más importantes de su tiempo, Asa Gray y John Torrey.
En 1848 participó en la comisión de los "Encuesta de Límites de Estados Unidos y México" como médico y botánico. De 1853 a 1854 fue miembro de una expedición para explorar un camino para el ferrocarril del Misisipi hasta el Océano Pacífico (Encuesta Ferrocarril del Pacífico).
Como botánico recogió, entre otras, cactáceas, que luego fueron descritas por George Engelmann.

## Algunas publicaciones
- Florula Lancastriensis. 1841.

- "The Medical Botany, Topography and Climate, of the Southwestern States and Territories," publicó en v. II & III del Detroit Review of Medicine.

## Honores

### Eponimia
Diferentes plantas han sido nombradas en su honor, tales como: Cylindropuntia bigelovii (Engelm.) F.M.Kunth

## Trivia
En la literatura, John M. Bigelow es, a veces, confundido con Jacob Bigelow, un botánico de su tiempo.
- La abreviatura «J.M.Bigelow» se emplea para indicar a John Milton Bigelow como autoridad en la descripción y clasificación científica de los vegetales.[3]